# Discografia di Roberto Vecchioni
La discografia di Roberto Vecchioni, cantautore e paroliere italiano attivo dal 1966, si compone di ventisette album in studio, cinque album dal vivo, ventisette raccolte, due EP e ventinove singoli.

## Album in studio
- 1971 – Parabola (Ducale, DUC 2)
- 1972 – Saldi di fine stagione (Ducale, DUC 6)
- 1973 – L'uomo che si gioca il cielo a dadi (Ducale, DUC 7)
- 1973 – Il re non si diverte (Ducale, DUC 9)
- 1975 – Ipertensione (Philips, 6323 040)
- 1976 – Elisir (Philips, 6323 042)
- 1977 – Samarcanda (Philips, 6323 049)
- 1978 – Calabuig, stranamore e altri incidenti (Philips, 6323 062)
- 1979 – Robinson, come salvarsi la vita (Ciao Records, 1000)
- 1980 – Montecristo (Philips, 6492 113)
- 1982 – Hollywood Hollywood (CGD, 20299)
- 1984 – Il grande sogno
- 1985 – Bei tempi (CGD, 20477)
- 1986 – ippopotami (CGD, 45001)
- 1989 – Milady (CGD, 20895)
- 1991 – Per amore mio (EMI Italiana, 66 7953861)
- 1993 – Blumùn (EMI Italiana, 7243 8 27330 2 7)
- 1995 – Il cielo capovolto (EMI Italiana, 7243 8 35490 2 3)
- 1997 – El bandolero stanco (EMI Italiana, 7243 8 57124 2 8)
- 1999 – Sogna ragazzo sogna (Emi Music Italy, 7243 4 99119 2)
- 2002 – Il lanciatore di coltelli (Emi Music Italy, 5378872)
- 2004 – Rotary Club of Malindi
- 2007 – Di rabbia e di stelle
- 2011 – Chiamami ancora amore
- 2013 – Io non appartengo più
- 2018 – L'infinito

## Album dal vivo
- 1992 – Camper
- 2000 – Canzoni e cicogne
- 2001 – Roberto Vecchioni Live @RTSI
- 2005 – Il contastorie
- 2009 – In Cantus

## Colonne sonore
- 1975 – Barbapapà

## Raccolte
- 1980 – Luci a San Siro
- 1991 – Il capolavoro
- 1997 – Roberto Vecchioni raccolta
- 1997 – Studio Collection (con un inedito)
- 2002 – Le ballate (con una cover)
- 2011 – I colori del buio (con due inediti)

### Altre raccolte
- 1982 – Roberto Vecchioni
- 1984 – Il capolavoro
- 1992 – Emozioni in musica (De Agostini)
- 1994 – Luci a San Siro e altri successi
- 1998 – Samarcanda e altri successi
- 2000 – Roberto Vecchioni Super Stars
- 2005 – Studio Collection
- 2005 – Le canzoni del dissenso
- 2005 – Le più belle canzoni
- 2006 – The Platinum Collection
- 2006 – Roberto Vecchioni Doc
- 2007 – The Best Platinum Collection
- 2008 – I grandi successi
- 2008 – Stranamore
- 2011 – Roberto Vecchioni
- 2011 – Sogna ragazzo sogna (The Best Of)
- 2012 – Essential
- 2013 – Luci a San Siro
- 2014 – Scrivi Vecchioni, scrivi canzoni (5 cd)
- 2016 – Canzoni per i figli (riarrangiata con un inedito)
- 2017 – The Platinum Collection (nuova versione aggiornata)
- 2024 – Tema d'amore

## EP
- 1984 – Il grande sogno/A.R./Dentro gli occhi/Samarcanda
- 1992 – Voci a San Siro

## Singoli
- 1966 – Barbara Ann/Se rimani con noi
- 1966 – Barbara Ann/Lasciate qualcosa per noi
- 1968 – La pioggia e il parco/Un disco scelto a caso
- 1972 – Io non devo andare in via Ferrante Aporti/Povero ragazzo
- 1972 – Fratelli?/I pazzi sono fuori
- 1973 – L'uomo che si gioca il cielo a dadi/Sono solamente stanco da morire
- 1974 – La farfalla giapponese (canzone per tutti gli amori)/Messina
- 1975 – Irene/Canzone per Laura
- 1976 – Velasquez/Pani & pesci
- 1977 – La famiglia di Barbapapà/Il migliore amico degli animali
- 1977 – Samarcanda/Canzone per Sergio
- 1978 – Stranamore (pure questo è amore)/Il capolavoro
- 1979 – A te/Un'altra storia
- 1979 – Signor giudice/Vorrei
- 1980 – Montecristo/La città senza donne
- 1982 – Dentro gli occhi/Hollywood Hollywood
- 1983 – Hotel degli assassini/Morgana (luce di giorni passati)
- 1984 – Il grande sogno/Mi manchi
- 1985 – Fratel coniglietto/Samarcanda
- 1991 – Per amore mio
- 1992 – Voglio una donna
- 1993 – Blumun
- 1993 – Angeli (EMI Italiana, 1 79474 2)
- 1996 – Dove/Le lettere d'amore (EMI Italiana, 020 1796262)
- 1998 – Sogna ragazzo sogna (EMI Italiana, 020 1798642)
- 1999 – Vedrai (EMI Italiana, 020 1798722)
- 2000 – Canzoni e cicogne (EMI Italiana, 020 1799272)
- 2002 – Shalom (EMI Italiana, 7243550957)
- 2013 – Sei nel mio cuore
- 2024 – Sogna, ragazzo, sogna (con Alfa)

## Partecipazioni

### A compilation
- 1979 – 1979 Il concerto - Omaggio a Demetrio Stratos
- 1979 – Cantautori s.r.l. (speranze - rabbie - libertà)
- 1983 – Natale con i tuoi...
- 1991 – Club Tenco: vent'anni di canzoni d'autore vol. 1
- 1992 – Club Tenco: vent'anni di canzoni d'autore vol. 2
- 1993 – Il volo di Volodja
- 1994 – Quando...
- 1994 – Omaggio a Pablo Milanes
- 1997 – Anime in gioco
- 1999 – Roba di Amilcare
- 2001 – Ernesto Ché Guevara
- 2002 – Canzone per te - Dedicato a Sergio Endrigo
- 2003 – L'ultima notte di un vecchio sporcaccione
- 2003 – Faber, amico fragile
- 2005 – Seguendo Virgilio, dentro e fuori il Quartetto Cetra
- 2013 – Io ci sono... Per Gaber 2003-2013
- 2014 – Braccialetti rossi 2
- 2015 – Se io avessi previsto tutto questo. La strada, gli amici, le canzoni
- 2017 – Fra la via Aurelia e il West
- 2020 – Note di viaggio n. 2

### Ad album
- 1995 – Notizie di Pino Pavone
- 2014 – Do l'anima di Alberto Fortis
- 2021 – Anima di Paolo Simoni
- 2022 – Il mondo è nostro di Tiziano Ferro

### Altre collaborazioni/esibizioni
- 2009 – Domani 21/04/2009
- 2009 – Jingle Bells
- 2011 – O' surdato 'nnamurato (Sanremo)
- 2020 – Sopramilano (Musicultura)

## Videografia
- 1984 – Roberto Vecchioni Live @RTSI, VHS (versione DVD nel 2006)
- 1992 – Camper, VHS (versione DVD nel 2006)

## Come autore
Di seguito le principali canzoni scritte da Roberto Vecchioni per altri artisti.
| Anno | Titolo                       | Interprete                          | Autori del testo                       | Autori della musica                                               |
| ---- | ---------------------------- | ----------------------------------- | -------------------------------------- | ----------------------------------------------------------------- |
| 1966 | Barbara Ann                  | I Pop Seven                         | Roberto Vecchioni                      | Fred Fassert                                                      |
| 1967 | Ho scelto Bach               | Andrea Lo Vecchio                   | Roberto Vecchioni                      | Andrea Lo Vecchio                                                 |
| 1967 | Il mio coraggio              | Andrea Lo Vecchio                   | Roberto Vecchioni                      | Andrea Lo Vecchio                                                 |
| 1967 | Fuori piove                  | Anonima Sound                       | Roberto Vecchioni                      | Franco Monaldi e Andrea Lo Vecchio                                |
| 1967 | Parla tu                     | Anonima Sound                       | Roberto Vecchioni e Andrea Lo Vecchio  | Gianfranco Monaldi e Ivan Graziani                                |
| 1968 | L'amore mio, l'amore tuo     | Anonima Sound                       | Roberto Vecchioni e Andrea Lo Vecchio  | Renato Angiolini                                                  |
| 1968 | I tetti                      | Anonima Sound                       | Roberto Vecchioni e Andrea Lo Vecchio  | Renato Angiolini                                                  |
| 1968 | Sera                         | Gigliola Cinquetti e Giuliana Valci | Roberto Vecchioni                      | Gianfranco Monaldi e Andrea Lo Vecchio                            |
| 1968 | L'anniversario               | Andrea Lo Vecchio                   | Roberto Vecchioni                      | Andrea Lo Vecchio                                                 |
| 1968 | Il bene di luglio            | Andrea Lo Vecchio                   | Roberto Vecchioni                      | Andrea Lo Vecchio                                                 |
| 1968 | La battaglia di Maratona     | Andrea Lo Vecchio                   | Roberto Vecchioni                      | Andrea Lo Vecchio                                                 |
| 1968 | Di te                        | Andrea Lo Vecchio                   | Roberto Vecchioni                      | Andrea Lo Vecchio                                                 |
| 1968 | L'erede dei Proof            | Andrea Lo Vecchio                   | Roberto Vecchioni                      | Andrea Lo Vecchio                                                 |
| 1968 | Non era il caso              | Andrea Lo Vecchio                   | Roberto Vecchioni                      | Andrea Lo Vecchio                                                 |
| 1968 | La piazza                    | Andrea Lo Vecchio                   | Roberto Vecchioni                      | Andrea Lo Vecchio                                                 |
| 1968 | Poi vennero a cercarla       | Andrea Lo Vecchio                   | Roberto Vecchioni                      | Andrea Lo Vecchio                                                 |
| 1968 | Quando Dio vincerà           | Andrea Lo Vecchio                   | Roberto Vecchioni                      | Andrea Lo Vecchio                                                 |
| 1968 | Quello che non sai           | Andrea Lo Vecchio                   | Roberto Vecchioni                      | Andrea Lo Vecchio                                                 |
| 1968 | Il sereno                    | Andrea Lo Vecchio                   | Roberto Vecchioni                      | Andrea Lo Vecchio                                                 |
| 1968 | Il solito Dickinson          | Andrea Lo Vecchio                   | Roberto Vecchioni                      | Andrea Lo Vecchio                                                 |
| 1968 | Il momento più bello         | I Nuovi Angeli                      | Roberto Vecchioni e Lubiak             | Alda Spaggiari                                                    |
| 1968 | Laura (dei giorni andati)    | I Gens                              | Roberto Vecchioni                      | Andrea Lo Vecchio                                                 |
| 1968 | Ehi ragazzo                  | Sweet Inspirations                  | Roberto Vecchioni e Andrea Lo Vecchio  | Cissy Drinkard Houston                                            |
| 1969 | Una cosa normale             | Anna Arazzini                       | Roberto Vecchioni e Andrea Lo Vecchio  | Umberto Bindi e Michele Francesio                                 |
| 1969 | Tu non meritavi una canzone  | Andrea Lo Vecchio                   | Roberto Vecchioni                      | Andrea Lo Vecchio                                                 |
| 1969 | Perché ora non ridi          | Andrea Lo Vecchio                   | Roberto Vecchioni                      | Andrea Lo Vecchio                                                 |
| 1970 | Un attimo                    | Iva Zanicchi                        | Roberto Vecchioni                      | Andrea Lo Vecchio, Giorgio Antola, Gianfranco Intra ed Ezio Leoni |
| 1970 | Acqua passata                | Edda Ollari                         | Roberto Vecchioni e Gino Ingrosso      | Turi Golino                                                       |
| 1971 | Ho perso il conto            | Rossano                             | Roberto Vecchioni                      | Andrea Lo Vecchio                                                 |
| 1971 | La leggenda di Olaf          | Michele                             | Roberto Vecchioni                      | Andrea Lo Vecchio                                                 |
| 1971 | Tu non meritavi una canzone  | Fausto Leali                        | Roberto Vecchioni                      | Andrea Lo Vecchio                                                 |
| 1971 | Donna Felicità               | I Nuovi Angeli                      | Roberto Vecchioni e Andrea Lo Vecchio  | Renato Pareti                                                     |
| 1972 | Antonio e Giuseppe           | Donatella Moretti                   | Roberto Vecchioni                      | Roberto Vecchioni                                                 |
| 1972 | Ragazza che parti            | Donatella Moretti                   | Roberto Vecchioni                      | Roberto Vecchioni                                                 |
| 1972 | Orlando                      | Donatella Moretti                   | Roberto Vecchioni                      | Roberto Vecchioni                                                 |
| 1972 | Singapore                    | I Nuovi Angeli                      | Roberto Vecchioni e Renato Pareti      | Roberto Vecchioni e Renato Pareti                                 |
| 1972 | Fabbrica di fiori            | I Raccomandati                      | Roberto Vecchioni                      | Renato Pareti                                                     |
| 1972 | Rosabella                    | Gianni Morandi                      | Roberto Vecchioni                      | Renato Pareti                                                     |
| 1972 | Mister Amore                 | Tony Dallara                        | Roberto Vecchioni                      | Renato Pareti                                                     |
| 1972 | Il sogno di Laura            | Homo Sapiens                        | Roberto Vecchioni e Andrea Lo Vecchio  | Ezio Leoni                                                        |
| 1972 | Aiace                        | Lionello                            | Roberto Vecchioni                      | Roberto Vecchioni e Renato Pareti                                 |
| 1973 | Maggy May                    | Little Tony                         | Roberto Vecchioni e Renato Pareti      | Rod Stewart e Martin Quittenton                                   |
| 1973 | La mosca                     | Renato Pareti                       | Roberto Vecchioni                      | Renato Pareti                                                     |
| 1973 | Cicati cikà                  | Le Figlie del Vento                 | Roberto Vecchioni e Domenico Seren Gay | Bernestin e Franco Chiaravalle                                    |
| 1973 | Che voglia di te             | Anita Traversi                      | Roberto Vecchioni e Renat Pareti       | Savannah Churchill                                                |
| 1974 | Oh Mary Lou                  | Homo Sapiens                        | Roberto Vecchioni                      | Renato Pareti                                                     |
| 1974 | Trighe cronto trighe         | I Nuovi Angeli                      | Roberto Vecchioni e Renato Pareti      | Paki Canzi e Mauro Paoluzzi                                       |
| 1974 | Stanza dei miracoli          | I Nuovi Angeli                      | Roberto Vecchioni                      | Renato Pareti                                                     |
| 1974 | Stasera clowns               | I Nuovi Angeli                      | Roberto Vecchioni                      | Renato Pareti                                                     |
| 1975 | Tornerai, tornerò            | Homo Sapiens                        | Roberto Vecchioni e Renato Pareti      | Marinco Rigaldi                                                   |
| 1975 | Lei, lei, lei                | Homo Sapiens                        | Roberto Vecchioni                      | Renato Pareti                                                     |
| 1975 | Bella idea                   | I Nuovi Angeli                      | Roberto Vecchioni                      | Renato Pareti                                                     |
| 1976 | Mamma Luna                   | I Nuovi Angeli                      | Roberto Vecchioni                      | Spiros Metaxas                                                    |
| 1977 | Hei, hei, hei                | Claudia Mori                        | Roberto Vecchioni                      | Guido Maria Ferilli                                               |
| 1985 | A lei                        | Anna Oxa                            | Roberto Vecchioni                      | Mauro Paoluzzi                                                    |
| 1985 | Francesca (Con i miei fiori) | Anna Oxa                            | Roberto Vecchioni                      | Mauro Paoluzzi                                                    |
| 1985 | Colori                       | Anna Oxa                            | Roberto Vecchioni                      | Mario Lavezzi                                                     |
| 1985 | Perché sei come me           | Anna Oxa                            | Roberto Vecchioni                      | Mauro Paoluzzi                                                    |
| 1985 | Digli                        | Anna Oxa                            | Roberto Vecchioni                      | Mauro Paoluzzi                                                    |
| 1985 | Parlami                      | Anna Oxa                            | Roberto Vecchioni                      | Mario Lavezzi                                                     |
| 1985 | Capelli d'argento            | Anna Oxa                            | Roberto Vecchioni                      | Mauro Paoluzzi                                                    |
| 1985 | Anna                         | Anna Oxa                            | Roberto Vecchioni                      | Mario Lavezzi                                                     |
| 1986 | Domandalo al cuore           | Red Canzian                         | Roberto Vecchioni                      | Red Canzian                                                       |
| 1990 | Due ragazze in me            | Gianna Nannini                      | Roberto Vecchioni e Raffaella Riva     | Gianna Nannini e Rüdiger Braune                                   |
| 1991 | Sorridi                      | Gianna Nannini                      | Roberto Vecchioni e Gianna Nannini     | Gianna Nannini e Marco Colombo                                    |
| 1994 | La donna della sera          | Angelo Branduardi                   | Roberto Vecchioni                      | Angelo Branduardi                                                 |
| 1995 | Canzone d'amore sprecata     | Stadio                              | Roberto Vecchioni                      | Gaetano Curreri                                                   |
| 1998 | Treno di panna               | Patty Pravo                         | Roberto Vecchioni e Loredana Bertè     | Mario Lavezzi                                                     |